# Manning Marable

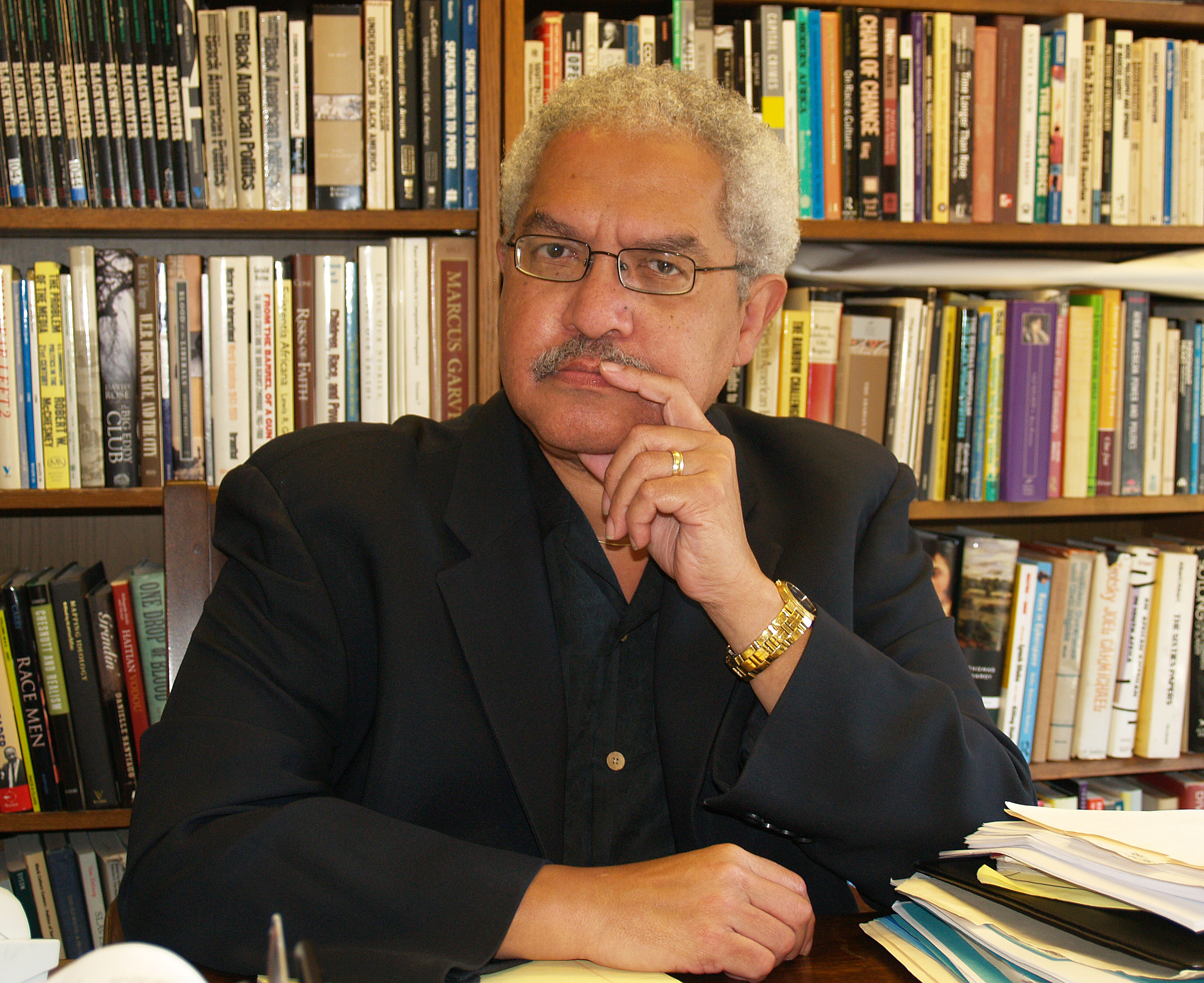
Mannig Marable

Manning Marable (ur. 13 maja 1950 w Dayton w stanie Ohio, zm. 1 kwietnia 2011 w Nowym Jorku) – afroamerykański historyk, pisarz i działacz społeczny.

## Działalność naukowa i społeczna
Uczył się na Uniwersytecie Kolorado w Boulder i Stanowym Uniwersytecie Ohio. Następnie rozpoczął pracę naukową na Uniwersytecie Columbia, był także jednym z założycieli Programu Studiów Afrykańskich i Hiszpańskich na Uniwersytecie Colgate. Pełnił funkcję przewodniczącego (Movement for a Democratic Society, działał w Hip-Hop Summit Action Network, która promowała zaangażowanie hip-hopowych artystów w działania na rzecz zmian społecznych. Był członkiem New York Legislature's Amistad Commission, zajmującej się badaniem historii handlu niewolnikami w stanie Nowy Jork. W 2008 roku wspierał kandydaturę Baracka Obamy.
Był autorem biografii Malcolma X, której premiera miała odbyć się 4 kwietnia. Marable odnosił się krytycznie do innych biografii, zwłaszcza do książki Autobiography of Malcolm X autorstwa Alexa Haleya. Marable sugerował, że policja i FBI miały informacje o zamachu na Malcolma X, ale mu nie zapobiegły. Książka Malcolm X: A Life of Reinvention została nominowana do National Book Award, a New York Times umieścił ją na liście 10 najlepszych książek 2011 roku. Książka dostała prestiżową nagrodę „Pulitzer Prize for History”.